# 大垣駅前バスのりば

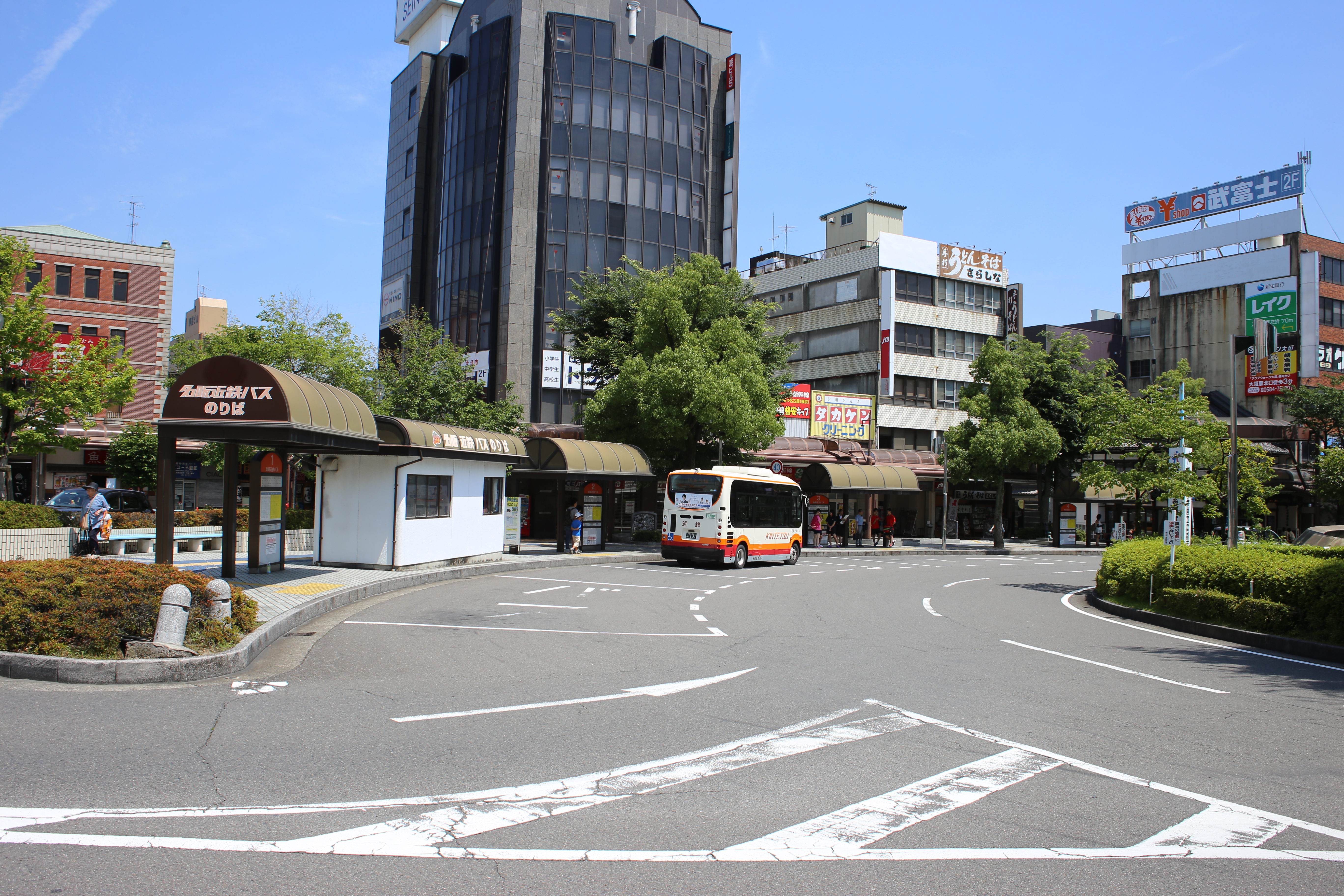
大垣駅前バスのりば（2016年6月）

大垣駅前バスのりば（おおがきえきまえバスのりば）は、岐阜県大垣市の大垣駅南口ロータリーにあるバスターミナルである。

## 概況
- 名阪近鉄バスの路線バスが発着する。
- 駅前ロータリーにある駅前交番前のりばからは、イオンタウン大垣への無料シャトルバスが運行されていたが、2008年（平成20年）春頃に運行が取りやめとなった。
- 1～4番のりばは屋根付のバス停である。0番のりばは屋根は無い。1番のりばに隣接して名阪近鉄バス案内所があり、回数券、定期券の販売、及び待合所が設置されている。
- かつてはJR東海バス・西日本JRバスが運行する「青春大阪ドリーム名古屋号」が乗り入れていたが、2015年（平成27年）3月31日をもって乗り入れを終了した[1]。
- 大垣駅前バスのりばの南約100mに岐阜バスの大垣駅前バス停が存在したが、2007年（平成19年）10月1日、路線廃止の為に撤退している。

## のりば
2025年（令和7年）4月現在。

### 0番のりば
大垣競輪場線
- 競輪場　※直行・競輪開催日のみ運行

### 1番のりば
大垣市北部、北西部、神戸町、大野町方面
赤坂線
- 消防赤坂分署（室本町経由）
- 消防赤坂分署（徳洲会病院経由）

荒尾線
- 青墓地区センター前（室本町経由）
- 青墓地区センター前（徳洲会病院経由）

大垣市民病院線
- 大垣駅　※大垣駅 - 大垣市民病院 - 大垣駅

大垣大野線
- 大野バスセンター
- 大野バスセンター（西濃厚生病院・パレットピアおおの経由）
- 岐阜協立大学（普通便）

開発住宅線
- 開発住宅前

大商スクール線
- 大商前　※大垣商業高校の登校日のみ運行

### 2番のりば
大垣市南部・東部、墨俣地域、海津市、羽島市、安八町、輪之内町方面
海津線
- 海津市役所
- 今尾

輪之内線
- 輪之内文化会館

羽島線
- 岐阜羽島駅

岐垣線
- 岐阜聖徳学園大学

大垣伊吹山線
- 伊吹山　※7月第3土曜日から8月31日までの季節運行

### 3番のりば
大垣市東部方面
赤坂線
- 総合庁舎

荒尾線
- 市民プール（大井経由）

市民プール線
- 市民プール（西濃運輸前経由）

川並線
- 川並今福

羽島線
- ソフトピアジャパン

ソフトピア線
- 【三城循環】東町・波須
- 【三城循環】東町・波須（イオンタウン大垣経由）

大垣大野線
- 大垣市役所

大垣市役所線
- 大垣市役所

開発住宅線
- 大垣市役所

### 4番のりば
大垣市西部、南西部、垂井町、養老町方面
稲葉線
- 稲葉団地（寺内町・中曽根経由）
- 稲葉団地（市民病院前・中曽根経由）
- 稲葉団地（寺内町・西高前経由）

荒崎線
- 十六町（寺内町経由）
- 十六町（市民病院前経由）

綾里養北線
- ザ・ビッグ養老店（寺内町経由）
- ザ・ビッグ養老店（市民病院前経由）

青柳線
- イオンモール大垣

岐垣線
- 若森車庫前

若森車庫線
- 若森車庫前

大垣宮代線
- 南宮大社（正月三が日のみ運行）

大垣野口線
- 野口　※2月3日のみの季節運行

## 大垣駅北口広場バス停留所
- 大垣駅北口バス停はアクアウォーク入り口付近に設置されていたが、2012年（平成24年）9月17日より大垣駅北口広場に移転。

### のりば
2025年（令和7年）4月現在。

#### Aのりば
赤坂線
- 消防赤坂分署（徳洲会病院経由）

荒尾線
- 青墓地区センター前（徳洲会病院経由）

キャンパス線
- 岐阜協立大学（三津屋経由）
- 岐阜協立大学（大垣女子短大経由）

大垣大野線
- 大野バスセンター
- 大野バスセンター（西濃厚生病院・パレットピアおおの経由）

#### Bのりば
赤坂線
- 総合庁舎（歩行町経由）
- 大垣駅前（歩行町経由）

荒尾線
- 市民プール（歩行町経由）

大垣大野線
- 大垣市役所（歩行町経由）

キャンパス線
- 大垣女子短大前　※快速便